# Иша-упанишада
«И́ша-упа́нишада» (IAST: īśa upaniṣad, также «Ишопа́нишад» IAST: īśopaniṣad, «Ишавасья-упанишада» IAST: īśāvāsya upaniṣad) — одна из самых малых по объёму Упанишад канона мукхья; состоит из 18 текстов. Также как и другие основные тексты веданты, данная Упанишада принимается в индуизме как священное писание категории шрути. Название текста происходит от санскритского IAST: īśā, «Господь» (Иша).
«Иша-упанишада» является последней главой (адхьяя) «Шукла-Яджурведы» и рассматривается учёными как одна из более ранних Упанишад канона мукхья, датируемая временами империи Маурьев.
В тексте обсуждаются философия, религия, ритуализм и метафизика.
«Иша-упанишада» имеет особое значение среди всех Упанишад — в ней описывается природа Всевышнего Ишвары, который представлен как «бестелесный, всеведущий, безупречный, не имеющий вен, чистый и неосквернённый» (мантра 8), который «оставаясь в Своей обители, передвигается быстрее мысли и может обогнать всех бегущих». «Он ходит, и не ходит. Он далеко и в то же время очень близко. Он пребывает внутри всего, и всё же Он вне всего» (мантры 4 и 5).
Последующие мантры представляют собой серию молитв, в которых просящий просит о возможности заглянуть по ту сторону сияния Всевышнего с целью осознать истинную природу Верховного Господа.
В двух шакхах «Шукла-Яджурведы» (Мадхьяндиния-шакхе и Канва-шакхе) мантры 1-8 представлены в одном и том же порядке, однако мантры 9—14 Канва-шакхи соответствуют мантрам 12, 13, 14, 9, 10, 11 Мадхьяндиния-шакхи, причём мантра 17 представляет собой вариацию мантры 15 Канвы, а мантра 16 Канвы отсутствует в Мадхьяндинийи, 17—18 Канвы соответствуют 15—16 Мадхьяндинийи. Порядок стихов, цитируемых в этой статье соответствует Канва-шакхе:
| Канва        | 1 | 2 | 3 | 4 | 5 | 6 | 7 | 8 | 9  | 10 | 11 | 12 | 13 | 14 | 15   | 16 | 17 | 18 |
| Мадхьяндиния | 1 | 2 | 3 | 4 | 5 | 6 | 7 | 8 | 12 | 13 | 14 | 9  | 10 | 11 | (17) | —  | 15 | 16 |

Мантра 18 представляет собой текст из «Ригведы» (РВ 1.189.1), в котором призывается Агни.